# Сан Бонифачио
Сан Бонифачио (итал. San Bonifacio) је насеље у Италији у округу Верона, региону Венето.
Према процени из 2011. у насељу је живело 17347 становника. Насеље се налази на надморској висини од 27 м.

## Становништво
Према резултатима пописа становништва 2011. у општини је живело 20.275 становника.
| 1931. | 1936. | 1951.  | 1961.  | 1971.  | 1981.  | 1991.  | 2001.  | 2011.  |
| ----- | ----- | ------ | ------ | ------ | ------ | ------ | ------ | ------ |
| 9.279 | 9.539 | 10.389 | 10.950 | 13.703 | 15.318 | 15.647 | 17.513 | 20.275 |